# هانس ويجل
هانس ويجل (بالألمانية: Hans Weigel)‏ (و. 1908 – 1991 م) هو كاتب نمساوي، ولد في فيينا، شارك في جائزة إنجبورج باخمان 1978 ‏، وIngeborg Bachmann Award 1977 ‏، توفي عن عمر يناهز 83 عاماً.

## جوائز
حصل على جوائز منها:
- جائزة مدينة فيينا للصحافة  [لغات أخرى]‏ (1972)
- النيشان الذهبي الأعظم لشتايرمارك
- Ring of Honour of the City of Vienna [الإنجليزية]‏

## وصلات خارجية
- هانس ويجل على موقع IMDb (الإنجليزية)
- هانس ويجل على موقع مونزينجر (الألمانية)
- هانس ويجل على موقع ميوزك برينز (الإنجليزية)
- هانس ويجل على موقع ديسكوغز (الإنجليزية)

- هانس ويجل في قاعدة بيانات الأفلام على الإنترنت